# Lars Furuland
Lars Gunnar Anton Furuland, född 22 februari 1928 i Lund, död 1 december 2009 i Uppsala, var en svensk professor i litteraturvetenskap vid Uppsala universitet 1979–1991. 

## Biografi
Furuland disputerade 1962 vid Uppsala universitet på avhandlingen Statarna i litteraturen. Han grundade 1965 avdelningen för litteratursociologi vid litteraturvetenskapliga institutionen vid Uppsala universitet. 
Furuland betraktades som Sveriges främste kännare av svensk arbetarlitteratur och har författat ett stort antal verk om arbetardiktare och deras bildningsgång. År 2009, samma år som han avled, utgav han memoarerna Mina dagsverken.
Han var son till folkhögskoleläraren Gunnar Furuland. De är begravda på Hammarby kyrkogård.